# Vallenato
 (novembre 2021).
Si vous disposez d'ouvrages ou d'articles de référence ou si vous connaissez des sites web de qualité traitant du thème abordé ici, merci de compléter l'article en donnant les références utiles à sa vérifiabilité et en les liant à la section « Notes et références ».
Le vallenato est un genre musical traditionnel colombien, déclaré Patrimoine Culturel Immatériel de l'UNESCO en 2015. Cette musique puise ses origines dans les cultures musicales européennes, indigènes et africaines. Elle représente un métissage culturel propre aux pays d'Amériques du Sud par ses influences musicales et ses sonorités. Vallenato signifie littéralement « né dans la vallée ». 
La vallée influençant ce nom est située entre la Sierra Nevada de Santa Marta et la Serranía de Perijá au nord-est de la Colombie. Le nom s'applique également aux habitants de la ville d'origine de ce genre : Valledupar (du lieu-dit Valle de Upar – « Vallée d'Upar » ).  

## Histoire
Le vallenato est une des musiques emblématiques de la Colombie, avec la cumbia, la salsa colombienne, le sanjuanero ou le joropo. La musique vallenata est née à la fin du XIXe siècle dans la région du Magdalena Grande, région du nord de la Colombie. Avant de devenir un style de musique, un vallenato désignait un habitant d'El Valle. En fait, ce nom pourrait dériver du nom de la ville d'où l'on a dit que le vallenato tenait ses racines les plus fortes : Valledupar (du toponyme Valle de Upar).
Sa naissance vient de la rencontre de l’accordéon diatonique à boutons, son instrument distinctif, avec les traditions indiennes, espagnoles et africaines déjà existantes dans cette vallée fertile et longtemps isolée de la côte caribéenne colombienne.  On reconnaît les dizains typiquement espagnols, le tout enrobé d'un rythme syncopé, fidèle aux rythmes africains, avec de l'accordéon européen. 
« L’ensemble vallenato » est composé de trois instruments qui témoignent de ces origines métisses : l’accordéon diatonique aérophone, composé de soufflets et de deux boîtes harmoniques pour les registres aigus et graves, et arrivé de l’Europe au dernier quart du XIXe siècle ; la « guacharaca », un morceau de bois rainuré, sur la surface duquel on frotte un peigne en fil de fer, qui prend le nom de l’oiseau sauvage dont les indigènes essayèrent d’imiter le chant et la « caja »,  un petit tambour d’origine africaine. 
Comme certaines variations dérivent de ce genre, il est fréquent que l'on place différents rythmes folkloriques et modernes semblables utilisant l'accordéon sous la bannière du vallenato. Cependant, la tradition veut que l'on considère officiellement 4 rythmes essentiels (les 4 airs musicaux): le paseo, le merengue, la puya et le son. Ces airs ont été influencés par des rythmes caribéens et africains existant déjà auparavant. Les chansons de vallenato expliquent le monde à travers des histoires où se fondent réalisme et imagination. Nostalgie, lyrisme, joie, sarcasme et humour y sont également présents. 
Gabriel García Márquez, lauréat du prix Nobel de littérature, s’inspira de cette musique pour écrire ses romans les plus célèbres. Cent Ans de solitude est un vallenato de 350 pages définit ainsi le prix Nobel de littérature son roman le plus connu. La première fois que Gabriel García Márquez a révélé aux lecteurs sa passion pour la musique vallenato, c'était en mai 1948. Un article du journal El Universal de Cartagena qui décrit ensuite l'accordéon comme un « instrument de musique prolétarien ».
Chaque année, fin avril, dans la ville de Valledupar, est célébré le Festival de la Leyenda Vallenata ( Festival des Légendes du Vallenato ). Pendant le festival, un concours a lieu dans lequel les meilleurs interprètes vallenato se battent pour le titre de Rey Vallenato (« roi de l'accordéon Vallenato »), verseadores, de nouveaux compositeurs de chansons, guacharaqueros et cajeros sont également récompensés dans trois catégories ; professionnel, aficionado et jeunes talents. Le festival comprend également des spectacles d'orchestres de l'industrie du disque. Depuis sa création jusqu'en 1986, cet événement a été organisé par l'Office du tourisme du département d'El Cesar. Les entreprises phonographiques les plus importantes du marché du disque du pays se joignent également au Festival en présentant des groupes, animant ainsi le développement des concours pendant les 4 jours et nuits du concours.

## Rythmes et sous-genres
Le vallenato comprend cinq rythmes différents qui sont des variantes de ce genre : le son, le paseo, le merengue, le puya et la tambora. De nombreux sous-genres ou fusions sont créés, comme le jalaíto qui donne, en fusionnant avec le paseo, le paseaíto.